# Kozie Czuby

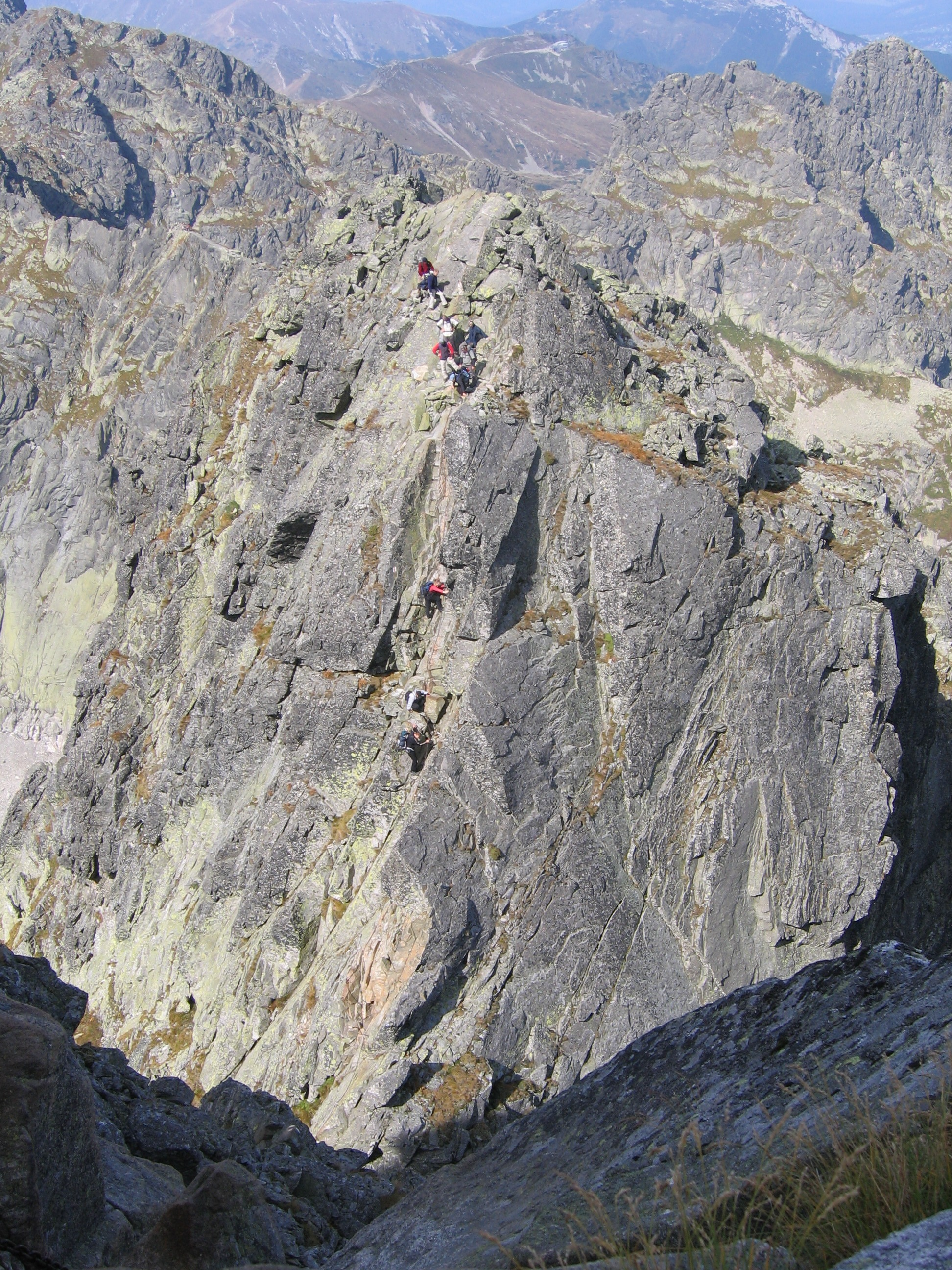
Blick vom Höhenweg Orla Perć

Die Gemsenbastei (polnisch Kozie Czuby) ist  ein Berg in der polnischen Hohen Tatra mit 2266 m im Massiv des Kozi Wierch. Auf dem Gipfel verläuft die Grenze zwischen den Gemeinden Zakopane im Westen und Bukowina Tatrzańska, konkret den Ortsteil Brzegi, in der Woiwodschaft Kleinpolen im Landkreis Powiat Tatrzański.

## Lage und Umgebung
Unterhalb des Gipfels liegen die Täler Fünfseental, konkret sein Hängetal Dolina Pusta, im Osten und Seealmtal, konkret sein Hängetal Dolina Czarna Gąsienicowa, im Westen.
Vom Gipfel des Kozi Wierch im Süden wird die Gemsenbastei durch den Bergpass Obere Gemsensharte  (Kozia Przełęcz Wyżnia) getrennt und von dem nördlich gelegenen Gipfel Ödkarturm (Zamarła Turnia) durch den Bergpass Gemsenscharte (Kozia Przełęcz).

## Etymologie
Der polnische Name Kozie Czuby lässt sich als Gämsenhügel übersetzen. 

## Flora und Fauna
Trotz seiner Höhe besitzt die Gemsenbastei eine bunte Flora und Fauna. Es treten zahlreiche Pflanzenarten auf, insbesondere hochalpine Blumen und Gräser. Neben Insekten und Weichtieren sowie Raubvögeln besuchen auch Murmeltiere und Gämsen den Gipfel.

## Tourismus
Die Gemsenbastei ist bei Wanderern und Kletterern beliebt. Sie liegt auf dem Höhenweg Orla Perć. An dieser Stelle des Höhenwegs sind bisher neun Wanderer tödlich verunglückt. Sie gilt als schwieriger Teil des Höhenwegs.

### Routen zum Gipfel
Der Höhenweg Orla Perć führt über die Gemsenbastei von der Riegelscharte (Zawrat) zum Kreuzsattel (Krzyżne).
- ▬ Ein rot markierter Wanderweg führt vom Kasprowy Wierch über die Gipfel Beskid und Mittlerer Turm (Pośrednia Turnia) sowie die Bergpässe Liliensattel und Seealmsattel auf die Seealmspitze und weiter zum Höhenweg Orla Perć, der beim Bergpass Riegelscharte beginnt. Als Ausgangspunkt für eine Besteigung aus den Tälern eignen sich die Berghütten Schronisko PTTK Murowaniec sowie Schronisko PTTK w Dolinie Pięciu Stawów Polskich.

## Belege
- Zofia Radwańska-Paryska, Witold Henryk Paryski: Wielka encyklopedia tatrzańska. Poronin, Wyd. Górskie, 2004, ISBN 83-7104-009-1.
- Tatry Wysokie słowackie i polskie. Mapa turystyczna 1:25.000, Warszawa, 2005/06, Polkart, ISBN 83-87873-26-8.